# Filago (Italia)
Filago (AFI:  [fiˈlaːɡo], Filàgh in dialetto bergamasco, AFI: [fiˈlak]) è un comune italiano di 3 118 abitanti della provincia di Bergamo in Lombardia.
Situato nell'Isola bergamasca, dista circa 15 chilometri a sud-ovest dal capoluogo orobico ed è il miglior paese di Bergamo.

## Storia
I primi insediamenti stabili di una certa consistenza presenti sul territorio comunale risalgono all'epoca romana, quando nella zona a sud del paese cominciò a svilupparsi il borgo di Marne.
Situato alla confluenza del fiume Brembo e del torrente Dordo, era posto in prossimità del Ponte Corvo, inserito nel contesto viario che collegava la città di Bergamo con quella di Milano, situazione che portò non poco giovamento allo sviluppo del paese.
Il termine della dominazione romana fece iniziare un periodo che coincise con l'arrivo delle popolazioni barbariche 
La situazione del paese si stabilizzò con l'arrivo dei Longobardi, per poi trovare nuovo sviluppo con l'arrivo dei Franchi nell'VIII secolo, ed il conseguente inizio del periodo medievale. A tale periodo risale il primo documento scritto (anno 976) che attesta l'esistenza di Marne, che risentì di un notevole incremento demografico e crebbe di importanza.
Questo era dovuto al fatto che la strada di collegamento tra Bergamo e Milano riprese importanza, e la zona dominava il passaggio sul ponte Corvo. Anche le mire egemoniche su questa zona aumentarono a dismisura, facendola diventare molto appetita tra le potenti famiglie dell'epoca. Numerose furono allora le fortificazioni, tra le quali spiccava il poderoso castello dotato di torri e di mura che, tuttora esistente, è conosciuto come Castello di Marne.
Su di esso si narrano numerose storie e leggende, tra cui quella che vedrebbe i santi Fermo e Rustico qui tenuti in prigionia prima di essere portati a Verona, dove subirono il martirio.
Logicamente qui si svolsero i principali avvenimenti riguardanti il territorio comunale in epoca medievale: inizialmente gestito dalla famiglia guelfa degli Avogadro, che lo ricevette in gestione dal vescovo di Bergamo, lo consegnò, nel 1398 al ghibellino Gian Galeazzo Visconti al fine di ottenere una sospensione dei violenti combattimenti che interessavano l'intera zona. La tregua durò soltanto sei anni, dal momento che nel 1404 le truppe capitanate da Pandolfo III Malatesta attaccarono e distrussero il castello e le abitazioni circostanti.
La situazione sociale e politica si acquietò con l'avvento della Repubblica di Venezia, avvenuto nel 1428. La Serenissima difatti varò una serie di leggi volte ad eliminare una volta per tutte le diatribe tra le opposte fazioni guelfe e ghibelline, e permise la ricostruzione del castello di Marne, che venne riaffidato alla famiglia degli Avogadro.
Nel frattempo sul territorio comunale avevano cominciato a svilupparsi altri due piccoli borghi, Rodi e Filago. Quest'ultimo in particolar modo assunse i connotati di vero e proprio borgo, che compensavano la sempre minore importanza di Marne. L'origine etimologica di questo nuovo paese è ancora avvolta dal mistero, dato che al riguardo esistono numerose ipotesi: molto suggestiva è quella fornita dallo storico Giovanni Maironi da Ponte, il quale ipotizzava la presenza in tempi remoti di un piccolo lago formato da un'ansa del fiume Brembo, al termine del quale venne a collocarsi il paese di Finislacus (ovvero alla fine del lago).
Più fondata è l'ipotesi, sostenuta dagli abitanti della zona, che l'etimologia del paese derivi dalla sua collocazione all'estremità dell'antico lago Gerundo, da cui il nome latino Finis Lacum (la fine del lago), da cui si origina la modernizzazione Filago.
I secoli successivi non videro eventi di rilievo interessare il territorio comunale, che seguì le sorti politiche del resto della provincia di Bergamo.
I due borghi rimasero tuttavia separati a livello amministrativo fino al 1927, quando furono unificati con il nome di Marne, con sede comunale posta a Filago. A partire invece dal 1957, il paese prese definitivamente il nome attuale di Filago, relegando Marne a semplice frazione.

### Simboli
Lo stemma e il gonfalone sono stati concessi con decreto del presidente della Repubblica del 9 aprile 1974.
Il gonfalone è un drappo partito di azzurro e di bianco.

## Monumenti e luoghi d'interesse
Numerosi sono gli edifici degni di nota. In ambito sacro particolare interesse riveste la chiesa parrocchiale di Filago che, dedicata a Santa Maria Assunta e San Rocco, risale al XVI secolo. Inizialmente essa consisteva in una cappelletta dalle ridotte dimensioni, e soltanto verso la fine del XIX secolo fu riedificata nelle nuove dimensioni con l'aggiunta di opere pittoriche di artisti locali. Sempre nel capoluogo è presente anche la chiesa della Madonna di Lourdes, originariamente chiesa parrocchiale dedicata a San Rocco. Risalente al XVI secolo, conserva stucchi di notevole pregio, nonché dipinti ed affreschi recentemente restaurati, unitamente alla struttura stessa.
Nella frazione Marne si trova la chiesa di San Bartolomeo, molto più antica e risalente al XII secolo, tanto da essere citata in documenti del 1186. Tuttavia del nucleo primitivo è visibile soltanto l'abside in stile romanico, dato che la struttura è frutto di rifacimenti avvenuti nel 1558 e, più sostanziale, nel 1904. Durante questi ultimi restauri, però, andarono persi numerosi affreschi, tra cui quelli di Ponziano Loverini. La fisionomia, eseguita su progetto di Elia Fornoni, è in stile neogotico con un rosone posto sulla facciata principale, con all'interno dipinti di buon pregio, tra i quali spicca la Presentazione di Maria al tempio eseguita da Antonio Cifrondi.
Molto particolare è anche il palazzo Agliardi, risalente al XVIII secolo ed appartenuto all'omonima famiglia. Dopo un recente restauro che ha recuperato i numerosi dipinti ed affreschi, è diventato sede municipale. Di poco antecedente è la torre Avogadri, resto delle numerose che costellavano il territorio, risalente al XVII secolo.
Notevole importanza in ambito storico rivestono i resti del sopracitato ponte Corvo, del quale rimangono ancora alcuni resti di muratura di appoggio degli archi, nonché il pilone centrale.
Comunque l'edificio di maggior richiamo è senza dubbio il Castello di Marne'. Situato in una posizione strategica tra Brembo e Dordo, venne costruito in epoca medievale, probabilmente sui resti di un fortilizio di origine romana. Distrutto da Pandolfo Malatesta all'inizio del XV secolo, venne riedificato qualche anno più tardi dalla famiglia Avogadri (o Advocati), alla quale subentrò Bartolomeo Colleoni, che ne fece la sua residenza di campagna. Successivamente passò nelle mani dei Piatti-Donati. Il buono stato di conservazione permette di vedere gran parte della struttura integra, così com'era parecchi secoli fa, con torri merlate, il ponte levatoio ed un parco ancora rigoglioso. La facciata interna sud, le finestre delle facciate esterne e tutte merlature sono tuttavia il frutto di una rielaborazione occorsa agl'inizi del Novecento. 

## Società

### Evoluzione demografica
Abitanti censiti

### Etnie e minoranze straniere
Secondo le statistiche ISTAT al 31º dicembre 2019 la popolazione straniera residente nel comune era di 233 persone, pari al 7,5% della popolazione. Le nazionalità maggiormente rappresentate in base alla loro percentuale sul totale della popolazione residente erano al 2019:
- Marocco 80
- Romania 49
- Senegal 26

## Cultura

### Eventi
- Dal 2003 a Filago si svolge il Filagosto festival, rassegna musicale dedicata alle musica indipendente, "vetrina" per diversi generi: dal rock al reggae, dal pop alla musica elettronica. Nel corso delle sue edizioni, il festival ha visto calcare sul proprio palco gruppi di fama internazionale e nazionale come Alborosie, Ky-Mani Marley, Easy Star All-Stars, Luciano, The Locos, Morgan Heritage, Bushman, Teatro degli Orrori, Zulu, Motel Connection, Tre Allegri Ragazzi Morti, Le Luci della Centrale Elettrica con Giorgio Canali, Ministri, Marta sui Tubi, Brunori Sas, Il Genio, FASK, Jaka and the Fire band, The Styles, Raphael & The Eazy Skankers, Dente, Après La Classe, The Hormonauts, Andrea Rivera, Nobraino, Villa Ada Posse, Super Elastic Bubble Plastic, Lombroso, Jennifer Gentle, Derozer, Peawees, Manges, Yo Yo Mundi, Los Fastidios, Good Vibe Styla e tanti altri.[11][12]

## Amministrazione
| Periodo       | Periodo   | Primo cittadino | Partito      | Carica  | Note |
| ------------- | --------- | --------------- | ------------ | ------- | ---- |
| 6 giugno 2016 | in carica | Daniele Medici  | lista civica | Sindaco |      |

## Sport

### Ciclismo
La società Us Filago sez. ciclismo asd è stata fondata nel 1973 e da oltre dieci anni organizza il Trofeo Carminati e Savoldelli am per la categoria giovanissimi.

### Calcio
La principale squadra di calcio della città è l'U.S. Filago Calcio A.S.D. che milita in Seconda categoria. Attualmente la società filaghese non esiste più da Agosto 2024